# Instituto de Tecnologia e Liderança
O Instituto de Tecnologia e Liderança (Inteli) é uma instituição de ensino privada e sem fins lucrativos, localizada em São Paulo, que visa a formação de lideranças em tecnologia. Foi fundado em 2021 pelos empresários André Esteves e Roberto Sallouti, com o intuito de oferecer formação superior para estudantes na área de Tecnologia, com ênfase em Computação, Negócios e Liderança.
A sede é no Instituto de Pesquisas Tecnológicas (IPT), do Governo do estado de São Paulo, no Bairro Butantã, Zona Oeste da capital, integrando o projeto do Centro Internacional de Tecnologia e Inovação.

## História
A ideia do projeto surgiu em 2019, quando Roberto Sallouti e André Esteves estavam no Brazil at Silicon Valley e conversaram com o empresário Doug Leone sobre a escassez de engenheiros no Brasil. Em apenas 9 meses após essa conversa, fizeram um estudo de viabilidade e desenharam os planos para a estruturação do Inteli.
Depois do projeto no papel, convidaram Maíra Habimorad, ex-CEO da Cia de Talentos e ex-diretora acadêmica do Ibmec, para liderar a empreitada. Para o primeiro ano, estão previstas 250 vagas e a meta é ter 1 mil alunos matriculados até 2025 — incluindo estudantes bolsistas e pagantes.
A família Esteves patrocinou a iniciativa com uma doação de R$ 200 milhões; e o banco BTG Pactual oferece apoio institucional. O Inteli oferece quatro cursos de graduação presenciais, com duração de 4 anos: Engenharia da Computação, Engenharia de Software, Ciência da Computação e Sistemas de Informação.

## Metodologia de Ensino
O Inteli possuí um sistema baseado em metaprojetos que tem como finalidade a captação e desenvolvimento de projetos a partir das necessidades reais de parceiros do mercado, incluindo empresas públicas e privadas, organizações não governamentais (ONGs) e outras entidades como Dell, Faculdade de Medicina da USP, Rappi, BTG Pactual, Ambev, Gerdau, MRV, entre outros. Essa abordagem é concebida para promover a interação ativa dos estudantes na aplicação prática dos conhecimentos teóricos.
De maneira periódica, o Escritório de Projetos emite um edital convidando parceiros comerciais a submeter propostas destinadas ao desenvolvimento de projetos por meio dos alunos. Esse edital explicita os tipos de projetos passíveis de submissão, os quais estão alinhados aos módulos do currículo a serem ministrados aos alunos. Cada módulo possui um tipo específico de projeto associado.
Os projetos elaborados têm como objetivo primordial a concepção de protótipos, caracterizando-se, portanto, como projetos de pesquisa científica e tecnológica. Na prática, cada módulo do curso assume o papel de um projeto de extensão e pesquisa, abrangendo uma perspectiva ampla.
Ao longo da execução dos projetos, os alunos têm a oportunidade de desenvolver competências profissionais específicas, além de adquirir habilidades em áreas relacionadas aos negócios, como administração, economia e empreendedorismo, e também habilidades socioemocionais, que englobam o autoconhecimento, a comunicação, a colaboração e o pensamento crítico.
As competências socioemocionais são abordadas de forma não apenas curricular, mas também de maneira interdisciplinar em diversas atividades promovidas pelo Centro de Desenvolvimento de Liderança (CDL).
Os alunos são organizados em turmas e divididos em grupos, para os quais são disponibilizadas salas de aula denominadas "ateliês". Cada ateliê possui cinco mesas equipadas de acordo com esse modelo. Em cada turma, um parceiro de negócios é designado, e ao término do projeto, esse parceiro recebe protótipos desenvolvidos pelos grupos de alunos.
Cada turma conta com um professor dedicado, conhecido como "professor-orientador", responsável por orientar e apoiar o progresso dos projetos conduzidos pelos alunos. Por sua vez, os "professores-instrutores" conduzem atividades relacionadas às suas disciplinas, buscando integrar os conteúdos curriculares com o desenvolvimento contínuo dos projetos em execução.
Através dos módulos, os alunos participam de três tipos distintos de atividades: encontros, autoestudo e desenvolvimento. Os encontros envolvem interações diretas com os professores nos ateliês, enquanto o autoestudo consiste na revisão prévia de materiais didáticos. A etapa de desenvolvimento compreende a aplicação prática dos conceitos aprendidos na elaboração dos projetos.

## Programa de Bolsas
O Programa de Bolsas da Faculdade proporcionava um amplo suporte aos estudantes ao longo de suas trajetórias educacionais. Para atender às necessidades individuais dos alunos, o programa oferecia bolsas integrais e parciais, além de assistência para moradia, alimentação, transporte, cursos de idiomas e equipamentos, como notebooks. Além de focar na formação acadêmica, a faculdade também valorizava o bem-estar emocional e a preparação profissional dos alunos, buscando oferecer uma experiência completa.
O programa de bolsas fora estruturado para atrair talentos excepcionais de todo o Brasil, independentemente de suas condições financeiras. Através dessa iniciativa, a instituição buscava se destacar como um centro de excelência educacional, promovendo a inclusão e criando oportunidades. No primeiro ano do programa, resultados notáveis já haviam sido alcançados: 66% dos alunos receberam algum tipo de bolsa de estudos e, dentro desse grupo, impressionantes 81% foram contemplados com bolsas integrais.
A realização desse ambicioso programa só fora possível graças ao comprometimento de doadores-parceiros que compartilhavam o sonho de investir no futuro dos líderes tecnológicos do país. A contribuição significativa, que ultrapassou os R$45 milhões para o fundo de bolsas nas turmas de 2022, refletia a força do espírito filantrópico de indivíduos, empresas e organizações comprometidas em transformar a educação no Brasil.
A filosofia subjacente às bolsas era que os benefícios concedidos eram irrevogáveis, permitindo que os alunos bolsistas focassem inteiramente em seus estudos sem a preocupação de acumular dívidas futuras. Essa abordagem também incentivava os beneficiários a, eventualmente, contribuírem de volta ao programa, ampliando seu impacto ao longo do tempo e capacitando novas gerações de líderes comprometidos com a transformação do Brasil.

## Processo Seletivo
O processo seletivo empregado pelo Inteli é caracterizado por três abordagens distintas que visam a avaliação abrangente dos candidatos. A metodologia adotada pelo Inteli destaca-se pelo seu propósito diferenciado em relação aos convencionais exames vestibulares das universidades brasileiras. Nesse contexto, reconhece-se a insuficiência de um único exame como critério de seleção dos alunos. Por conseguinte, é implementada uma avaliação holística dos candidatos, que combina os resultados obtidos nas avaliações com o histórico escolar, realizações pessoais, contribuições à comunidade e aspirações futuras. Essa abordagem foi influenciada pelo modelo de inscrição utilizado nos processos seletivos das instituições de ensino dos Estados Unidos, em que a aprovação dos estudantes considera uma variedade de fatores, incluindo o desempenho acadêmico e pessoal ao longo de suas trajetórias educacionais.
O Inteli mantém a convicção de que somente uma avaliação personalizada é capaz de identificar as características essenciais de um líder, como resiliência, foco e empatia.
O processo seletivo, estruturado em torno de três pilares - perfil, prova e projeto - tem como objetivo compreender o candidato para além de suas notas. A etapa inicial, chamada de Prova, consiste em um teste eliminatório com 24 questões de lógica e matemática. Aqueles que obtêm sucesso nessa fase progridem para a etapa de Perfil.
A etapa de Perfil exige a redação de duas composições e representa a oportunidade para o candidato descrever seus sonhos, conquistas e metas de vida. Nesse contexto, a avaliação se concentra na motivação do indivíduo em buscar o conhecimento. O Inteli enfatiza a importância da aspiração de ser parte das mudanças, tendo a tecnologia como parceira, como um dos diferenciais significativos do profissional do futuro.